# ベン・ベンティル
ベン・ベンティル  (Benjamin Bentil  ,  1995年3月29日 - )は、ガーナ・ウェスタン州セコンディ・タコラディ出身のバスケットボール選手。ポジションはパワーフォワード。

## 来歴
15歳の時に、NBA選手を目指し、渡米。デラウェア州ミドルタウンのセント・アンドリュース高校に留学し、バスケットボール部とサッカー部に所属した。大学はプロビデンス大学に進学。1年生時の2014-15シーズンから早速レギュラーて起用され、34試合中23試合でスタメンで出場。平均6.4得点 4.9リバウンドの成績を記録。2年目の2015-16シーズンは、クリス・ダンとのコンビで更に数字を伸ばし、NCAAトーナメントでも活躍。ビッグ・イースト・カンファレンスの1stチームと "最も成長した選手" に贈られるMIP賞を受賞した。
ベンティルは2年生を終えた時点で2016年のNBAドラフトにアーリーエントリーを表明。51位でボストン・セルティックスから指名され、7月27日に3年契約を結んだものの、プレーシーズンマッチで結果を残せず、シーズン開幕前の10月21日に解雇。24日にインディアナ・ペイサーズと契約し、即解雇後傘下のDリーグチームにあたるフォートウェイン・マッドアンツに送られた。その後11月26日にCBAの新疆フライングタイガースと契約。2017年2月24日にダラス・マーベリックスと10日間契約を結んだ。

### ユーロリーグでのキャリア(2019-2023)
2019年7月17日、ユーロリーグとギリシャ・バスケットボールリーグに所属するパナシナイコスBCとの契約が発表された。パナシナイコスでは2シーズンを過ごし、2021年6月18日、自身のSNSアカウントでチームを退団すると発表した。
2021年11月27日、ユーロリーグとレガ・バスケット・セリエAに所属するオリンピア・ミラノとの契約が発表された。
2022年7月20日、ユーロリーグとABAリーグに所属するKKツルヴェナ・ズヴェズダとの契約が発表された。

### 群馬クレインサンダーズ(2023-2024)
2023年7月21日、群馬クレインサンダーズへの加入が発表された。2024年6月29日、退団が発表された。

### ハポエル・テルアビブ(2024)
2024年7月1日、ユーロカップとイスラエル・バスケットボール・プレミアリーグに所属するハポエル・テルアビブBCへの加入が発表された。

### ナポリ・バスケット(2024-)
ハポエル・テルアビブBCではユーロカップに2試合に出場したが、10月25日に契約解除が発表される。10月27日、LBAに所属するナポリ・バスケットへの加入が発表された。